# Луковища
Луковища, още Луковица или Ликовища (на гръцки: Παλαιά Λυκόγιαννη, Палеа Ликояни, до 1926 година Λυκοβίτσα, Ликовица), със старо име Чатал (Τσιατάλι), е село в Република Гърция, област Централна Македония, дем Бер (Верия).

## География
Селото е разположено в Солунското поле, на надморска височина от 25 m, северозападно от Бер и югоизточно от Негуш.

## История

### В Османската империя
В XIX век Луковища е село в Берската каза на Османската империя. Александър Синве („Les Grecs de l’Empire Ottoman. Etude Statistique et Ethnographique“) в 1878 година пише, че в Ликовица (Likovitza), Берска епархия, живеят 120 гърци. В 1900 година според Васил Кънчов („Македония. Етнография и статистика“) в селото (Луковица) живеят 165 българи християни По данни на секретаря на Българската екзархия Димитър Мишев („La Macédoine et sa Population Chrétienne“) в 1905 година в Луковица (Loukovitza) има 24 българи патриаршисти гъркомани. Според отчет на Солунската българска митрополия в Лѣковичица работи българско училище с учител Мария Христова от Аканджали (днес Муриес), Дойранско.
Селото пострадва от нападения на гръцки андарти по време на Гръцката въоръжена пропаганда. През февруари 1906 година жителите на селото получават заплашително писмо от капитан Костас Акритас:
| „ | Февруари, 7. 1906 г. До моите братя от селата Мориново, Лековищица и Янчища. Научихме, че сте били гонени от българите-разбойници, които насила искат да се откажете от своята народност и вяра. Учим се, че те са ви принуждавали да протестирате пред европейците срещу войниците на вярата, като лъжете, че те ви преследват. Аз ви моля да си отворите очите. За в бъдеще не правете такива протести. Ония, които не слушат, ще ги накажа. Такива ще бъдат убити; няма да бъдат пощадени и техните жени и деца; телата им ще разкъсваме на парчета. Ще убиваме всеки, който не е с нас. Надявам се, че ще ме разберете и слушате. Ваш брат по вяра Константин Акритас. | “ |

В 1910 година в Ликовиста (Λυκοβίστα) има 136 жители екзархисти.

### В Гърция
В 1912 година през Балканската война в селото влизат гръцки войски, а след Междусъюзническата война в 1913 година Луковища остава в Гърция. При преброяването от 1913 година в селото има 63 мъже и 46 жени. В 1913 година Панайотис Деказос, отговарящ за земеделието при Македонското губернаторство, споменава Луковища като село обитавано от „20 – 25 семейства на християни славофони и християни цигани“ (20-25 οικογένειες σλαυοφώνων και χριστιανών Τσιγγάνων) и „славяногласни елини“.
Боривое Милоевич пише в 1921 година („Южна Македония“), че Лековичишча има 20 къщи славяни християни.
В 1926 година селото е прекръстено на Ликояни. В 20-те години в селото са настанени гърци бежанци. В 1920 селото е посочено с 20 къщи на християни славяни. В 1928 година Луковица е смесено местно-бежанско селище с 94 бежански семейства и 374 жители бежанци. Луковища също се посочва в 1928 година като смесено (местно-бежанско) селище с 65 бежански семейства и 246 жители бежанци. В 1987 година Спирос Лукатос посочва „език на жителите български“ (γλώσσα κατοίκων βουλγαρική).
Властите изграждат за бежанците ново село - Ново Луковища, което се появява в преброяването от 1940 година.
Селото традиционно произвежда праскови, ябълки, пшеница и памук, като землището е доста плодородно.
| Име       | Име       | Ново име    | Ново име     | Описание                   |
| --------- | --------- | ----------- | ------------ | -------------------------- |
| Боятес    | Μπογιάτες | Ставлотопия | Σταβλοτόπια  | местност на СИ от Луковища |
| Парлатина | Παρλατίνα | Бубулина    | Μπουμπουλίνα |                            |

| Година    | 1913 | 1920 | 1928 | 1940 | 1951 | 1961 | 1971 | 1981 | 1991 | 2001 | 2011 | 2021 |
| --------- | ---- | ---- | ---- | ---- | ---- | ---- | ---- | ---- | ---- | ---- | ---- | ---- |
| Население | 109  | 92   | 368  | 186  | 210  | 224  | 134  | 206  | 202  | 122  | 161  | 103  |

## Личности
Родени в Луковища
- Николаос Йоани Арабадзис (Νικόλαος Αραμπατζής του Ιωάννη, 1882 - ?), гръцки андартски деец, четник при Атанасиос Минопулос между 1906 и 1908[20][21]